# Монтевидео (улица в София)
„Монтевидео“ е улица в кв. Овча купел в София. Простира се между бул. „Никола Петков“ (Софийски околовръстен път) на юг и ул. „Гайтанци“ и жп линия №5 на север. По протежението му вървят автобуси 59, Е60 и Е73.

## Обекти
На ул. „Монтевидео“ или в нейния район се намират (от юг на север):
- река Букет
- 72 ЦДГ „Усмивка“ – филиал
- Монашеска обител на сестрите евхаристинки
- Нов български университет
- Столична следствена служба (№21)
- Франкофонски институт по администрация и управление
- Ортопедичен център
- Национално средно общообразователно училище „София“
- 151 СОУ „Александър Флеминг“
- Център за работа с деца
- Професионална гимназия по селско стопанство „Бузема“
- 72 ЦДГ „Усмивка“
- IV МБАЛ
- 21 ДКЦ
- Метростанция "Мизия / НБУ"
- 88 СОУ „Димитър Попниколов“
- 39 ОДЗ „Пролет“
- Висше строително училище „Любен Каравелов“